# Happiness Is You
Happiness Is You è il sedicesimo album in studio dell'artista country statunitense Johnny Cash, pubblicato nel 1966 dalla Columbia Records. 

## Tracce
1. Happiness Is You (Cash, June Carter Cash) – 2:59
2. Guess Things Happen That Way (Jack Clement) – 1:55
3. Ancient History (Wayne P. Walker, Irene Stanton) – 2:23
4. You Comb Her Hair (Harlan Howard, Hank Cochran) – 2:42
5. She Came from the Mountains (Peter La Farge) – 4:59
6. For Lovin' Me (Gordon Lightfoot) – 2:40
7. No One Will Ever Know (Fred Rose, Mel Foree) – 2:26
8. Is This My Destiny? (Helen Carter) – 2:31
9. A Wound Time Can't Erase (Bill D. Johnson) – 2:37
10. Happy to Be with You (Merle Kilgore, J. Carter, Cash) – 3:14
11. Wabash Cannonball (A.P. Carter) – 2:41

## Formazione
- Johnny Cash - voce, chitarra
- Luther Perkins, Norman Blake - chitarre
- Bob Johnson - chitarra, flauto
- Marshall Grant - basso
- W.S. Holland - batteria
- Bill Pursell - piano
- Maybelle Carter - autoharp
- The Carter Family, The Statler Brothers - cori